# Les miettes
Les miettes ist ein französischer Kurzfilm von Pierre Pinaud aus dem Jahr 2008. Der Film wurde in Schwarz-Weiß und überwiegend im Stil eines Stummfilms gedreht.

## Handlung
Eine Frau erwacht, macht sich in ihrem Holzhaus für die Arbeit fertig und begibt sich kurz darauf in eine große Fabrik, die hinter ihrem Haus in die Höhe ragt. Sie arbeitet ab sechs Uhr früh in der Fließbandproduktion von Kuchen. Am Ende der Schicht füllt sie die Krümel, die auf ihrer Arbeitsplatte liegengeblieben sind, in eine Tüte. Die Krümel dienen ihr im Supermarkt unweit ihres Heims als Zahlungsmittel. Später am Tag sieht sie einen Landstreicher, der traurig wirkt. Sie folgt ihm zu einem Fluss, in den er sich stürzen will. Sie redet mit ihm, führt ihn zu ihrem Haus und gibt ihm Essen. Der Landstreicher ist dankbar und geht.
Am nächsten Morgen beginnt die Fabrik langsam aber stetig, sich von ihrem angestammten Platz gen Osten fortzubewegen. Vergeblich versucht die Frau, die Fabrik aufzuhalten, doch entgleitet sie ihr und hält erst in einem angrenzenden Feld, das hinter einer Markierung liegt, die die Frau nicht übertreten kann. Aus der Ferne sieht sie eine ihr gleichende Fremde in die Fabrik gehen, die wie sie ein kleines Holzhaus besitzt. Die Frau ist wütend und kehrt in ihre Hütte zurück. Die Tage vergehen und die Krümel sind alle. Mit dem Landstreicher, der erneut erscheint, teilt sie ihr letztes Essen. Der Herbst kommt und die Frau verfeuert Bücher und Einrichtungsgegenstände im Ofen. Sie kauft auf Kredit im Supermarkt ein. Im Winter verfeuert sie Teile des Holzhauses, das so nach und nach immer kleiner wird. Weil sie im Supermarkt nicht mehr anschreiben kann, stellt sie sich als menschliche Fußbank im Gegenzug für Essen zur Verfügung.
Im Frühjahr ist das Haus sehr schmal geworden und die Frau sieht den Landstreicher wieder. Sie will ihn beköstigen, um ihn vom Selbstmord abzuhalten, erhält jedoch vom Supermarkt kein Essen mehr. Sie wirft die Supermarktscheibe ein und stiehlt eine Orange, doch ist der Landstreicher am Fluss verschwunden. Ein Polizist, der sie gesehen hat, verfolgt sie. Die Frau erklettert den hohen Fabrikschornstein, der im Gegensatz zur Fabrik an Ort und Stelle geblieben ist, und sieht in der Ferne die Fabrik, die sich erneut in Bewegung setzt. Sie rennt bis zur markierten Grenze und signalisiert der fremden Fabrikarbeiterin, ihr ein an der Fabrik befestigtes Seil über die Grenze zu werfen. Mit der Frau und dem Landstreicher, der plötzlich erschienen ist, beginnt die Frau, die Fabrik zum Halten zu bringen. Zwischenzeitlich beteiligt sich dabei auch unfreiwillig der Polizist, der die Frau festnehmen will, von ihr jedoch mit seiner eigenen Dienstwaffe in die Flucht geschlagen wird. Es gelingt, die Fabrik so weit zurückzuziehen, dass sie per Seil am Schornstein fixiert werden kann. Die Fremde spricht zur Frau in einer slawischen Sprache,  die diese nicht versteht, doch entgegnet die Frau, dass es ihre Fabrik sei und es nun vorbei sei. Die Fremde gibt ihr ein Törtchen als Geschenk und geht. Die Frau und der Landstreicher kehren zum Haus der Frau zurück, das jedoch aufgrund von Schulden durch den Supermarktverkäufer gepfändet wurde. Die Frau und der Landstreicher entschließen sich, die Gegend gemeinsam zu verlassen, zumal sie die Fabrik aufgrund der unsichtbaren Grenze weiterhin nicht erreichen könnten. Die Frau blickt entschlossen in die Zukunft – in einer Tasche die gestohlene Orange aus dem Supermarkt und in der anderen die dem Polizisten entwendete Pistole.

## Produktion
Pierre Pinaud schrieb Les miettes Hauptdarstellerin Serpentine Teyssier auf den Leib. Ursprünglich hatte er vorgehabt, mit ihr in der Hauptrolle einen Langfilm umzusetzen, doch scheiterte das Projekt an der Finanzierung. Der Kurzfilm entstand mit einem Budget von 110000 Euro und wurde innerhalb von 12 Tagen auf einem Militärstützpunkt gedreht. Die anschließende Postproduktion mit Spezialeffekten nahm rund ein Jahr in Anspruch. Les miettes wurde in Schwarzweiß gedreht; bis auf wenige Szenen am Ende des Films (Unterhaltung Frau und Fremde) ist der Film als Stummfilm umgesetzt, wobei Filmbauten, Kostüme und Stil des Films ebenfalls an die Stummfilmzeit erinnern. Les miettes enthält fünf Zwischentitel (Le lendemain, Les jours passent, L’automne, L’hiver, Le printemps). Pinaud verstand die Umsetzung als stummer Film jedoch nicht als Hommage an die Filme der 1910er- und 1920er-Jahre, sondern als ästhetische Wahl, die dem Inhalt des Films entspricht. Die Kostüme schufen Sylvie Pensa und Emily Martin, die Filmbauten stammen von Clément Colin. Die Filmmusik schuf Gilles Alonzo, der zuvor bereits Musik für Stummfilme geschrieben hatte.
Les miettes wurde im Februar 2008 auf dem Festival du Court-Métrage de Clermont-Ferrand uraufgeführt und war in der Folge auf verschiedenen internationalen Filmfestivals zu sehen. Im Mai 2009 lief Les miettes im Rahmen einer Sonderaufführung auch auf der Semaine de la critique der Internationalen Filmfestspiele von Cannes.

## Auszeichnungen
Les miettes gewann 2008 den Preis der Jugendjury im nationalen Wettbewerb des Festival du Court-Métrage de Clermont-Ferrand. Gilles Alonzo wurde auf dem Festival mit dem Prix SACEM für die beste Filmmusik ausgezeichnet. Les miettes gewann 2009 den César in der Kategorie Bester Kurzfilm. Das Syndicat Français de la Critique de Cinéma et des Films de Télévision ehrte Les miettes 2009 mit dem Kritikerpreis.